# 公子追舒
公子追舒（？—前551年），羋姓，名追舒，字子南，春秋时期楚国的令尹，楚庄王之子。
前558年，楚康王任命公子午为令尹，公子罢戎为右尹，蒍子冯为大司马，公子橐师为右司马，公子成为左司马，屈到为莫敖，公子追舒为箴尹，屈蕩为连尹，养由基为宫厩尹。前552年，公子午（子庚）去世，楚康王想以蒍子冯为令尹，蒍子冯装病推辞，以子南为令尹。
前551年，楚观起得到子南之宠，未增加俸禄，就有马数十乘。楚康王想除掉他们。子南之子弃疾为楚康王的御士，楚康王告诉了他，弃疾表示父亲被杀后，不会继续为官，也不会告诉其父。楚康王在朝上杀子南，车裂观起。弃疾在父死三日之后，求得尸体，安葬。之后表示没有理由出逃，也没有办法再事君，遂自缢而死。